# Алламе Хилли
Алламе Хилли, Джамал ад-Дин Хасан ибн Юсуф ибн Али ибн Мутаххар, (15 декабря 1250 — 18 декабря 1325 гг.) — шиитский богослов и правовед, представитель направления иснаашарийа. Принадлежал к школе аль-Хиллы (Ирак). Был одним из марджи ат-таклид, автором многочисленных трудов по различным аспектам шиитского ислама.

## Биографические сведения
Алламе Хилли родился в 1250 году в уважаемой семье шиитских законоведов в Хилле, в период, когда власть в Багдаде находилась в руках суннитов. Отец Алламе Хилли, Садид ад-Дин аль-Хилли, был уважаемым муджтахидом, одним из лидеров шиитской общины. Дядя Алламе по материнской линии, Мухаккик аль-Хилли, также был выдающимся шиитским богословом.
Алламе Хилли изучал теологию и фикх (исламскую юриспруденцию) у своего отца и дяди, а также у других учёных: Али ибн Тавуса и Ахмада ибн Тавуса. Также его учителями были Наджм ад-Дин аль-Казвини аль-Катиби и Майсам аль-Бахрейни. Помимо исламских наук, Алламе Хилли серьёзно занимался изучением астрономии, философии и математики. В частности, он штудировал работы Фахр ад-Дина ар-Рази и Ибн Араби.
В 1305 году н. э. Алламе аль-Хилли эмигрировал в Иран. Его заслугой стало установление тесных взаимоотношений между учёными аль-Хиллы и Ирана, чему способствовали симпатии султана Мухаммада Худабанд к шиизму, который он впоследствии принял. Поэтому Алламе некоторое время прожил в Иране при дворе султана, где писал книги, содержащие в себе апологию шиизма. Султан Худанабанд проявлял особый интерес к полемике между представителями разных направлений в исламе, и Алламе Хилли пригласил в Иран ряд шиитских богословов для участия в такого рода дебатах. Принимая во внимание интерес султана к шиизму, Алламе Хилли оставался при его дворе некоторое время. В этот период (1309 г. н. э.) Алламе Хилли много путешествовал по иранским городам.
В 1312-13 гг. н. э. Алламе Хилли также находился в Иране, о чём свидетельствует тот факт, что он закончил работу над своей книгой «Аль-Алфан» в городе Горгане. Некоторое время учёный также прожил в священном для шиитов городе Кум. Султан Худабанд создал мобильное медресе под названием Мадраса Саййара, в котором преподавали Алламе Хилли и многие другие богословы. Это медресе переезжало с места на место вместе с сопровождавшим его султаном. Алламе Хилли и его сын по имени Фахр аль-Мухаккикин (1283—1369 гг.) воспитали определённое количество иранских шиитских учёных.
Алламе Хилли умер и похоронен в Мешхеде в 1325 году.

## Интеллектуальный вклад
Согласно некоторым источникам, Алламе Хилли является автором более тысячи работ, включая краткие трактаты и статьи, по фикху, богословию и коранической экзегетике. До нас дошло около шестидесяти его трудов, и только восемь — опубликованы. Тем не менее, перечень всех работ приведён им самим в его автобиографии «Хуласат ал-аквал» («Совокупность мнений»).
В число самых известных трудов Алламе Хилли входят: «Тазкират аль-фукаха» (трёхтомник по шиитскому фикху), «Кашф аль-йакин фи фада’ил Амир аль-Му’минин» (исследование, посвящённое личности имама Али ибн Абу Талиба), «Кихаластан ан-нисаб» (работа о потомках имама Али), «Минхадж ас-салат фихтисар аль-мисбах» (трактат о шариатских постановлениях касательно молитвы), «Минхадж аль-карама фи ма’арифат аль-Имама» (изложение шиитской доктрины Имамата), «Манахидж аль-йакин фи усул ад-дин» (труд по основам исламской юриспруденции), «Ма’аридж аль-фахм» (комментарий к собственной работе «Назм аль-барахим»), «Нахдж аль-хакк ва кашф ас-сидк» (критика суннитской теологии и системы права), «Назм аль-барахин фи усул ад-дин» (труд по схоластической теологии), «Тахзиб аль-вусул ила илм аль-усул» (освещение вопросов методологии исламского права) и т. д.

### Богословие и философия
В сфере теологии Алламе Хилли находился под влиянием идей шейха Насир ад-Дина ат-Туси, в частности, его работы «Таджрид аль-и’тикад», к которой Алламе Хилли написал пространный комментарий. Алламе Хилли был также хорошо знаком с философией Ибн Сины и ишракизмом Сухраварди, а также с басрийской школой мутазилизма, представленной в труде «Манхадж аль-йакин фи усул ад-дин».
Одним из самых известных богословских трудов Алламе Хилли является «Аль-Баб аль-хади 'ашар» («Одиннадцатая глава»), представляющий собой аллюзию на его более раннюю работу «Манхадж ас-салах», состоящую из десяти глав. По существу эта работа содержит в себе обобщённое описание всех шиитских доктрин в изложении, рассчитанном на образованного человека, у которого нет, тем не менее, времени изучать эти доктрины по первоисточникам — Корану и Сунне (в отличие от учащихся хаузы).
Алламе Хилли также является автором ряда полемических сочинений, направленных против ашаритской акыды. В них Алламе отстаивал шиитское учение об Имамате и о свободной воле человека, а также сравнивал взгляды ашаритов с философией софистов.
В области калама Алламе Хилли написал комментарий к старинному труду одного из шиитских имамитских мутакаллимов Абу Исхака Ибрахима ан-Навбахти (ум. 961 г. н. э.). Он также является автором ряда других работ по философии и каламу, среди которых «Аль-Асар аль-хаффиййа» («Сокрытые тайны») и «Та’лим тамм» («Полное обучение»).
Помимо этого, он написал некоторое количество трудов по логике, физике, метафизике, философии и математике.

### Методология права (илм усул аль-фикх)
Алламе Хилли написал несколько работ и комментариев по поводу науки об основаниях исламской юриспруденции (илм усул аль-фикх). Он был одним из первых шиитских муджтахидов, кто начал использовать термин «иджтихад» в новом смысле — как методологию дедуктивного вывода шариатских предписаний из источников. В частности, в этом понимании он употребляет понятие «иджтихад» в своей работе «Таджрид аль-и’тикад».

### Фикх (исламское право)
Важнейшими работами Алламе Хилли в данной области являются труд «Аль-Мухталаф», посвящённый разногласиям шиитских муджтахидов по ряду правовых вопросов, и «Аль-Мунтаха», представляющий собой сборник фетв самого Алламе Хилли, в деталях излагающего в нём свою позицию по всем темам фикха. Его перу также принадлежит трактат «Кава’ид аль-ахкам», содержащий в себе толкование положений исламского права. Алламе Хилли написал также работу «Тазкират аль-фукаха», предназначенную для краткого ознакомления с нормами фикха. Кроме того, Алламе Хилли является автором ряда работ, посвящённых правовым предписаниям, регулирующим конкретные аспекты фикха, как то намаз или хадж.

### Наука о хадисах (илм аль-хадис)
Алламе Хилли внёс немалый вклад в развитие науки о хадисах (илм аль-хадис). Более того, его теоретические выкладки во многом поспособствовали возникновению усулитского и ахбаритского направления.

### Комментарии к священным текстам
Алламе Хилли написал краткую версию пространного комментария его учителя Майсама аль-Бахрани к «Нахдж аль-балага» имама Али.